# Barbados en los Juegos Paralímpicos de París 2024
Barbados participó en los Juegos Paralímpicos de París 2024. El responsable del equipo paralímpico es la Asociación Paralímpica de Barbados, así como las federaciones deportivas nacionales de cada deporte con participación.La nación no obtuvo ninguna medalla.

## Participantes
Barbados está representado por un solo atleta, Antwahn Boyce-Vaughan en natación.